# Anders Gustaf Hällströmer
Anders Gustaf Hällströmer, född 26 september 1791 i Ringarums socken, Östergötlands län, död 27 april 1866 i Varvs socken, Östergötlands län, var en svensk präst.

## Biografi
Anders Gustaf Hällströmer föddes 1791 på Gusum i Ringarums socken. Han var son till mjölnaren Sven Hällström och Beata Hildebrand. Hällströmer blev höstterminen 1815  student vid Uppsala universitet och prästvigdes 22 december 1816. Han blev 22 december 1824 komminister i Åsbo församling med tillträde 1825. Hällströmer tog 5 juni 1845 pastoralexamen och blev 5 januari 1849 kyrkoherde i Varvs församling med tillträde samma år. Under hans tid sammanslogs Styra församling  med Varvs församling och bildade Varv och Styra församling. Han avled 1866 i Varvs socken.

### Familj
Hällströmer gifte sig 5 april 1825 med Anna Charlotta Mohlin (1799–1876), som var dotter till kronolänsmannen Carl Magnus Mohlin och Anna Schollin. De fick tillsammans barnen Adelaide Christina Beata (1826–1830), Emma Aurora Charlotta (1827–1828), Carl Edvard Pontus, Olof Gustaf Matthias (1831–1857) och Otto Jacob Agathon (1834–1834).